# Kingpin (película)
Kingpin (en España, Vaya par de idiotas; en México, Locos por el juego) es una película cómica estadounidense de 1996 dirigida por Peter y Bobby Farrelly, y protagonizada por Woody Harrelson, Randy Quaid, Vanessa Angel y Bill Murray.

## Argumento
Roy Munson es un campeón amateur de bolos de Iowa que, tras su primer torneo como profesional y para conseguir dinero, intenta estafar a unos incautos junto a otro jugador profesional. Sin embargo la cosa no sale bien y Roy pierde una mano. 17 años más tarde, la vida de Roy es un desastre; sobrevive vendiendo suministros en las boleras, hasta que un día se encuentra con Ishmael Boorg, un jugador de bolos amish, con el que cree que podrá resurgir de nuevo.

## Reparto
- Woody Harrelson: Roy Munson
- Randy Quaid: Ishmael
- Vanessa Angel: Claudia
- Bill Murray: Ernie McCracken
- con la colaboración de Bart the Bear y su entrenador Doug Seus